# Leboreiro
Leboreiro ist ein Ort am Rande des Jakobsweges. Er liegt in der Provinz A Coruña der Autonomen Gemeinschaft Galicien in Spanien. Administrativ gehört der Ort zur Gemeinde Melide.
Der Ort wird von Aimeric Picaud in seinem Pilgerführer als „Campus leuurarius“ (Hasenfeld) erwähnt, was auf die Relevanz des Ortes für den Pilgerweg hinweist.

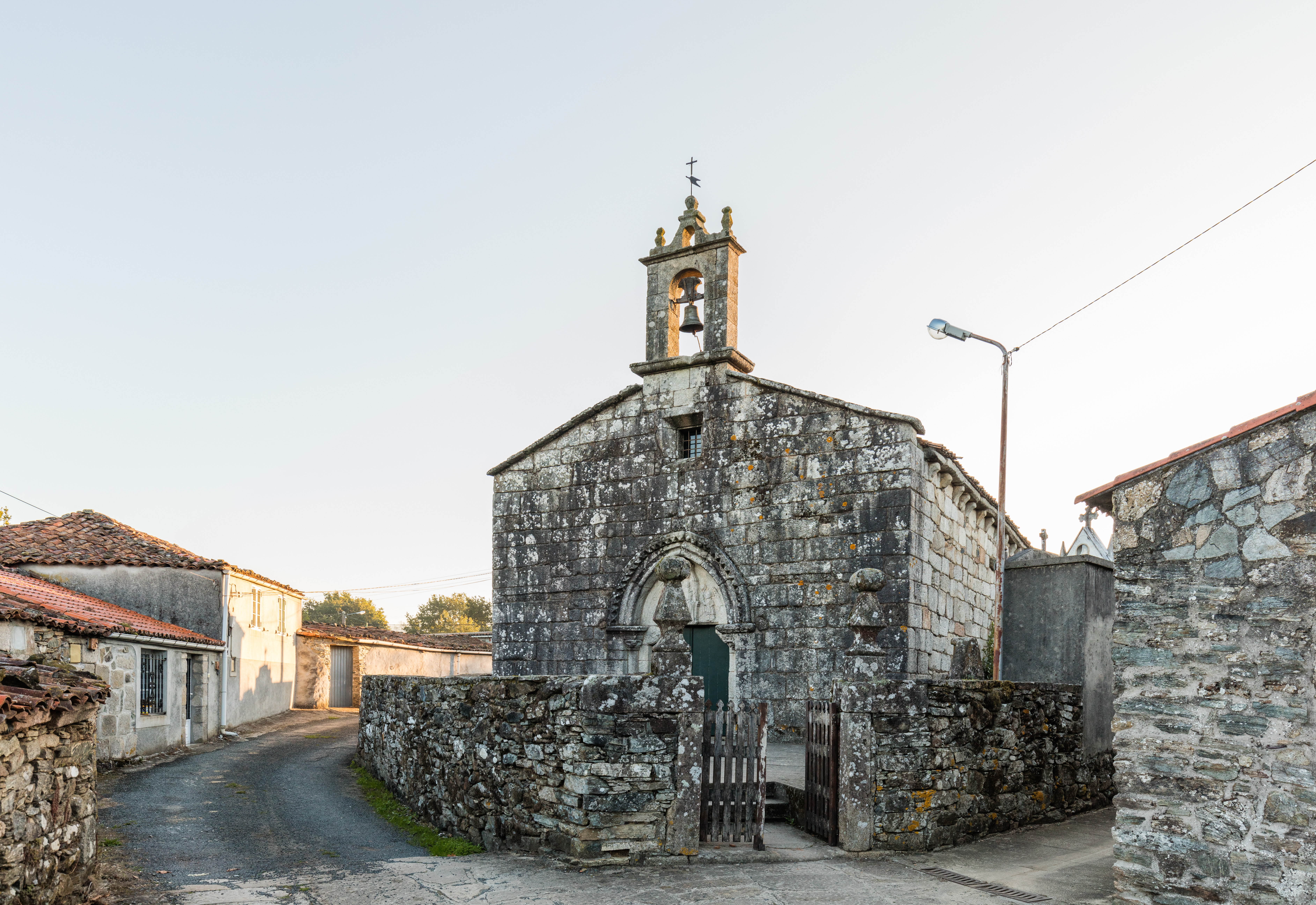
Igrexa de Santa Maria

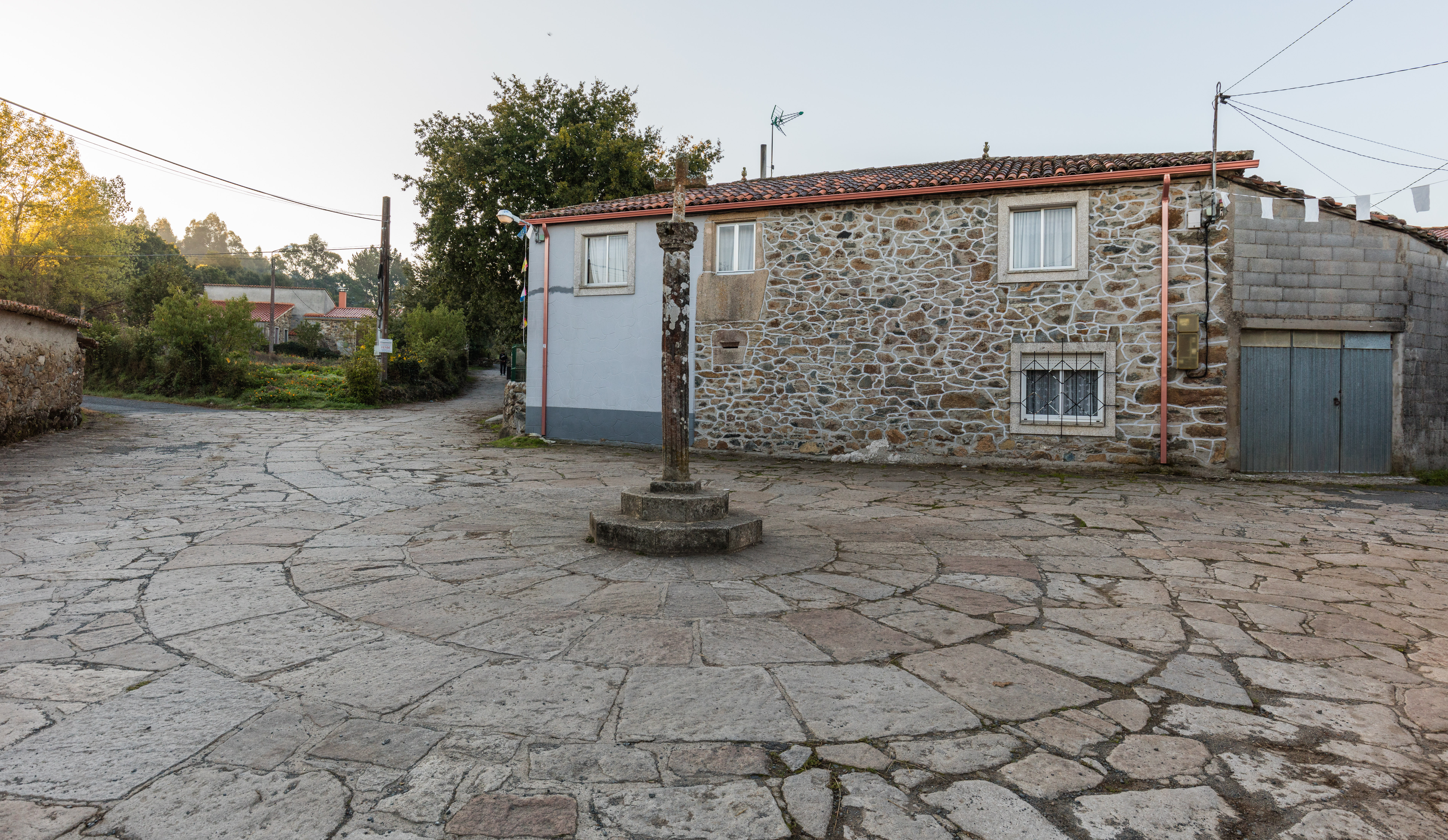
Kalvarienberg in Leboreiro

## Sehenswertes
- Marienkirche (Igrexa de Santa Maria), spätromanisches Gotteshaus mit einem Schiff, runder Apsis und einer Marienfigur im Tympanon.
- Ehemaliges Pilgerhospiz, gegenüber der Kirche, in der Fassade das Wappen der Familie Ulloa, die das Haus im 12. Jahrhundert gegründet hatte.
- Alte Römerstraße nordwestlich des Ortes mit Brücke über den Río Seco. Der Jakobsweg verläuft einige hundert Meter auf ihrer restaurierten Trasse.